# Сушич, Матео
Матео Сушич (босн. Mateo Sušić; 18 ноября 1990, Мостар, СФРЮ) — боснийский футболист, защитник клуба «АПОЭЛ». Игрок сборной Боснии и Герцеговины.

## Карьера

### Клубная
Начинал футбольную карьеру Сушич в боснийских юношеских клубах «Бротнё» и «Зриньски Мостар». В возрасте 18 лет Сушич впервые сыграл за основную команду «Зриньски», в этом клубе футболист провёл два года, отыграв 35 матчей. В 2010 году Матео подписал контракт с хорватским клубом «Истра 1961», здесь босниец провёл три года, отыграв 72 матча. В 2013 году Матео переехал Германию, став игроком команды «Энерги Котбус», выступающей во Второй Бундеслиге. В 2014 году Сушич выступал за румынский ЧФР из города Клуж-Напока.
В конце января 2015 году Матео подписал контракт с тираспольским «Шерифом». 24 мая 2015 года выиграл с командой Кубок Молдавии 2014/15. 25 июля стал обладателем Суперкубка Молдавии 2015, матч против «Милсами» закончился со счётом 3:1. C начала 2016 года назначен капитаном команды.

### Сборная
В марте 2016 года впервые был вызван в состав сборной Боснии и Герцеговины. Дебютировал Сушич в игре против сборной Люксембурга.

## Достижения
«Зриньски»
- Чемпион Боснии и Герцеговины: 2008/09

«Шериф»
- Чемпион Молдавии (4): 2015/16, 2016/17, 2017, 2018
- Обладатель Кубка Молдавии (2): 2014/15, 2016/17
- Обладатель Суперкубка Молдавии (2): 2015, 2016

## Международная статистика
По состоянию на 30 марта 2016 года
| Сборная                      | Сезон | Матчи | Голы |
| ---------------------------- | ----- | ----- | ---- |
| Сборная Боснии и Герцеговины |       |       |      |
| 2016                         | 2     | 0     |      |
| Итого                        | Итого | 2     | 0    |